# Абдурахманов, Надир Гамбар оглы
Надир Гамбар оглу Абдурахманов (азерб.  Nadir Qəmbər oğlu Əbdürrəhmanov; 5 декабря 1925, Лачин — 26 июля 2008, Баку) — представитель азербайджанской живописи, народный художник Азербайджанской ССР (1964), лауреат Государственной премии Азербайджанской ССР (1985).

## Биография
Надир Абдуррахманов родился 5 декабря 1925 года в Лачине. В 1933 году семья Н. Абдурахманова переехала в Баку на новое место работы главы семьи — начальника аптекоуправления. Гамбар Абдурахманов мечтал увидеть сына профессиональным врачом, но не препятствовал его увлечению изобразительным искусством. Надир уже тогда ощутил на себе благотворное воздействие двоюродного брата, известного впоследствии скульптора, народного художника Джалала Каръягды.
В начале Надир брал уроки живописи в Бакинском доме художественного воспитания детей, а в 1940—1941 годах его направили на учёбу в Москву, в специальную художественную школу для одарённых детей. Когда началась война, юноша вернулся в Баку и поступил сразу на второй курс художественного училища им. А. Азимзаде.
Однако время было военное, и нужны были совсем иные профессии. Н. Абдурахманов поступает на лечебный факультет медицинского института. Но неодолимая любовь к живописи взяла верх, Надир перевёлся на вечернее отделение мединститута и снова вернулся в художественное училище. На республиканской выставке 1944 г. он впервые выставил свою картину «Беженцы».
Подошла к концу учёба в училище, а в 1947 г. он получил и диплом врача. В этот же год он приходит к решению: заняться живописью всерьёз, получить академическое образование, для чего Н. Абдурахманов отправляется в Ленинград. В городе на Неве ему преподавали такие известные мастера кисти, как А. Мыльников, В. Орешников. Но в неменьшей мере, по словам художника, на его эстетический вкус оказали воздействие великолепные музеи Ленинграда: Эрмитаж, Русский музей и другие. В 1953 году Абдуррахманов окончил Институт имени И. Е. Репина в Ленинграде.
С 1960 г. в течение 10 лет Надир Абдурахманов возглавлял Союз художников Азербайджана, в эти же годы избирался депутатом Верховного Совета республики от Лачинского района. В 1960 году художник получил почётное звание Заслуженный деятель искусств, а в 1964 году — Народный художник Азербайджанской ССР. В 1983 г. Надиру Абдурахманову, заведующему кафедрой живописи Азербайджанского института искусств, присваивают звание профессора, а в 1985 г. за цикл работ, посвящённых людям Карабаха, ему присуждается Государственная премия Азербайджана. 26 июля 2008 года азербайджанское искусство понесло тяжёлую утрату, Надир Абдуррахманов скончался на 83-м году своей жизни.

## Творчество
Стремясь создать глубоко реалистические образы, добиться наибольшей пластической выразительности, Н. Абдурахманов уже на раннем этапе творчества пишет крупноформатные сюжетно-тематические полотна. Его привлекают и историко-революционное прошлое азербайджанского народа, и кипучая современная жизнь республики, великолепно воплощённая художником в его индустриальных и сельских пейзажах.

«Свадьба». Худ. Надир Абдурахманов

Целенаправленные поиски индивидуального художнического видения, оригинальных изобразительных средств, синтезированных впоследствии в самобытный, глубоко эмоциональный стиль, привели Надира Абдурахманова к созданию таких произведений, как «Арест 26 Бакинских комиссаров», «Ленинское слово» (1953), «Скорбная весть» (1958), «Индустриальный пейзаж» (1954), «На эйлаге» (1957), «Утро в горах» (1957), «Свежий номер „Кирпи“» (1958). Эти картины, став заметным явлением в азербайджанской живописи, выдвинули их создателя в число крупнейших мастеров советского изобразительного искусства.
Большую роль в творчестве художника сыграла поездка в Корейскую Народно-Демократическую республику в 1958 году. В пейзажах, портретах, этюдах и рисунках воплотилось неповторимое своеобразие «страны утренней свежести», красота её природы, жизнь и быт простых людей Кореи, занятых созидательным трудом на благо нового общества. На персональных выставках «По Корее», организованных в Баку и Москве, были показаны лучшие картины и этюды из этой серии.
В таких работах, как «Рыбаки», «Утро на мосту», «На переправе», «Новая Корея», «В сельхозартели», «В Кэсоне», «Восточное море», художник достиг широкого художественного обобщения. В этих работах художник стремится раскрыть эмоциональное настроение произведения, целостность и лиричность мироощущения.
В начале 60-х гг. художник совершил поездку в Ленкорань и начал работу над картиной «Посадка риса». Ленкоранские мотивы напоминали Абдурахманову, как впоследствии писал художник, сюжеты Кореи. Этюды, написанные с натуры маслом и темперой, воспевают красоту азербайджанских женщин. В будничном, простом, на первый взгляд, прозаическом сюжете художник находит особую эмоциональную выразительность. Вся система выразительных средств — единое освещение, чёткость композиции, линейные ритмы, чистота цветовых сочетаний создают образно-поэтический строй полотна, служат раскрытию гармонии духовного облика человека и природы.
В это же время живописец обратился к теме труда. Поиски мужественно-сурового монументального языка в живописи отразились в таких полотнах, как «Стройки семилетки» и «Строители Али-Байрамлинской ГРЭС» и др.
Среди известных работ Абдурахманова, написанных в разные годы — «Сумерки в горах», «Любимые узоры», «Весна в горах», «Мир Фирюзы», «Талышская девушка», «Люди наших гор», «Талышки», в которых чувствуется биение пульса современной жизни. Художник любит мир, который его окружает, он видит его светлым и радостным. Поэтическое восприятие жизни характерно также для многих пейзажей живописца, которые посвящены горным районам родного края: Лерику, Лачину, Шуше. Таковы «Селение в горах», «Лачин», «Лерик. Весна», «Озеро в горах», «На озере Кара-Гель», «Минкенд», «Шуша» и др.
Живописные полотна и рисунки серии «Ирак-Афганистан» были созданы Абдурахмановым в последние годы по впечатлениям от поездки в эти дружественные страны и стали новой страницей творческой биографии азербайджанского художника. Одна из лучших картин этой серии — картина «Сумерки». Глубокая эмоциональная и эстетическая выразительность живописного полотна обусловлена ритмическим построением пространства. Гармония линий и красок с особой поэтичностью выражена в таких произведениях, как «Апельсиновая роща», «Мосул», «Улица в Багдаде», «Солнечный день», «Девочка с осликами», «Газни», «Улица в Кабуле», «Студенты из Кабула», «Афганцы», «Продавец гончарных изделий», «Портрет художника Фарада» и др. Каждая из этих работ раскрывает новую грань живописного дарования художника.

## Награды и премии
- орден «Слава» (09.12.2005)
- орден «Знак Почёта» (09.06.1959)
- Государственная премия Азербайджанской ССР
- Персональная стипендия Президента Азербайджанской Республики (11.06.2002)[3]